# Real Ejército de las Indias Orientales Neerlandesas
El Real Ejército de las Indias Orientales Neerlandesas (KNIL) fueron las fuerzas de seguridad y defensa coloniales existentes durante el período colonial neerlandés en Indonesia (en aquella época, Indias Orientales Neerlandesas). Formado en su mayoría por nativos de la región se dedicó a repeler las rebeliones independentistas ocurridas durante la presencia holandesa, ya que los indonesios eran muy hostiles a la ocupación europea.[cita requerida]
Después de la Primera Guerra Mundial, y con los Países Bajos con su política de neutralidad, las tropas coloniales se dedicaron a labores policiales y de seguridad interna. Con la invasión japonesa, en la Segunda Guerra Mundial, el ejército colonial estaba compuesto en su mayoría (un 80%) por tropas indígenas y seguidos de neerlandeses. Las tropas coloniales neerlandesas combatieron contra la invasión nipona, desertando la mayoría de sus soldados nativos, y con los neerlandeses supervivientes apresados por los japoneses. Muchos de ellos no regresarían, debido a los malos tratos en los campos de prisioneros japoneses. A pesar de esto, muchos consiguieron huir hacia Australia. Más tarde pelearían codo con codo con las tropas de la Commonwealth y de los EE.UU., en la invasión de la Papúa Nueva Guinea y la derrota final nipona en la guerra. Con Japón derrotada, se devolvieron las colonias a los Países Bajos, aunque el retorno al viejo sistema colonial no fue aceptado gratamente por muchos indonesios, iniciando estos una revolución contra la ocupación neerlandesa. Finalmente, con la mediación de la ONU, Holanda concedió la independencia a Indonesia en 1949, tras cuatro años de guerra civil. Las últimas tropas neerlandesas abandonaron el territorio en 1950, poniendo fin al dominio colonial neerlandés durante más de 300 años, y también la disolución del Real Ejército de las Indias Orientales Neerlandesas.
El arma de aviación del ejército estaba formado por la Fuerza Aérea del Real Ejército de las Indias Orientales Neerlandesas. Estaban también estacionados en el territorio y eran elementos de la Real Armada.

## Historia
El Real Ejército se fundó como resultado de un Real Decreto promulgado el 14 de septiembre de 1814. Esta fuerza no formaba parte del Real Ejército de los Países Bajos, sino que era una fuerza militar separada, formada específicamente para el servicio en las Indias Orientales Neerlandesas.
En el siglo XIX y principios del siglo XX, el KNIL reanudó la conquista del archipiélago indonesio. Después de 1904, las Indias Orientales  Neerlandesas se consideraron pacificadas, sin oposición armada a gran escala al dominio holandés hasta la Segunda Guerra Mundial, y el KNIL desempeñó un papel principalmente defensivo protegiendo a las Indias Orientales Neerlandesas de la posibilidad de una invasión extranjera.
Una vez que el archipiélago fue considerado pacificado, el KNIL estuvo principalmente involucrado en tareas de vigilancia militar. Para garantizar un segmento militar europeo considerable en el KNIL y reducir el reclutamiento costoso en Europa, el gobierno colonial introdujo el servicio militar obligatorio para todos los reclutas varones residentes en la clase legal europea en 1917.

## Organización del Ejército en diciembre de 1941
- Estado Mayor General
- Primera Región Militar - Java occidental/Primera División del Ejército 
  - Estado Mayor Divisionario
  - Regimiento de Infantería 1
    - Estado Mayor
    - Compañía mecanizada
    - Batallón 10/1 de Infantería
    - Batallón 11/1 de Infantería
    - Batallón 12/1 de Infantería

  - Regimiento de Infantería 2
    - Estado Mayor
    - Batallón 4/2 de Infantería
    - Batallón 9/2 de Infantería

  - Regimiento de Caballería 1
  - Regimiento de Artillería 1
  - Batallón Blindado
  - Comando de Defensa Costera de Batavia y Tanjung Priok
  - Grupo de Artillería de Defensa Antiaérea 3
  - Batallón de Infantería Conscripto 1
  - Batallón de Infantería Conscripto 4
  - Compañía de Reconocimiento
  - Escuadrón de caballería de reconocimiento
  - Batallón de Ingeniería 1
  - Batallón de Policía Militar 1
- Segunda Región Militar - Java central/Segunda División del Ejército 
  - Estado Mayor Divisionario
  - Regimiento de Infantería 4
  - Batallón de Infantería Conscripto 3
  - Batallón de Infantería Conscripto 5
  - Destacamento Militar Java Surcentral
    - Batallón de Infantería 21
    - Batallon "Legion de Mangkunegaran"
    - Compañía de Infanteria "Legion Pakualam"

  - Brigada Militar Cilacap
  - Grupo de Artillería de Defensa Antiaérea y de Costa 5
- Tercera Región Militar - Java oriental/Tercera División del Ejército
  - Estado Mayor Divisionario
  - Regimiento de Infantería 6
    - Estado Mayor
    - Batallón 3/6 de Infantería
    - Batallón 8/6 de Infantería

  - Guarnición Militar de Surabaya
    - Batallón del Infantería de Marina
    - Regimiento de Madura
    - Grupo de Artillería de Defensa Antiaérea 2

  - Destacamento Militar de Bali
    - Estado Mayor
    - Batallón de Infantería "Cuerpo Prayuda"
    - 2 Grupos de Artillería de Defensa de Costa

  - Regimiento de Artillería 2
- Comando Militar de Sumatra
  - Estado Mayor
  - Comando Regional de Sumatra Septentrional
    - 2 batallones de infanteria de guarnicion y un batallon de policia militar

  - Comando Regional de Sumatra Occidental
  - Comando Regional de Riau
  - Comando Regional de Sumatra Meridional
- Comando Militar de Borneo Occidental
  - Batallon de Guarnicion Militar
- Comando Militar de Borneo Meridional y Suroriental
- Comando de Guarnición Militar de Balikpapan
  - Batallón de Infantería 6
- Comando de Guarnición Militar de Samarinda
  - Batallón de Infantería 7
- Comando de Base Aerea de Samarinda II
- Comando de Guarnición Militar de Tarakan
- Comando Militar de Célebes
  - Estado Mayor
  - Comando Regional de Manado
  - Comando Regional de Macasar
  - Comando Regional de Kendari
- Comando Militar de Timor
- Comando Militar de Molucas